# Thống đốc (Hoa Kỳ)
Ở Hoa Kỳ, thống đốc (tiếng Anh: governor) là người đứng đầu ngành hành pháp và là tổng tư lệnh của mỗi 50 tiểu bang và 5 vùng lãnh thổ có người sinh sống, ở đó thống đốc giữ chức như nguyên thủ và người đứng đầu chính phủ. Vì vậy, thống đốc là người chịu trách nhiệm cho việc thi hành luật của tiểu bang và quản lý ngành hành pháp của bang. Với vai trò là lãnh đạo của các tiểu bang, các thống đốc đề xuất và thực hiện các chính sách và chương trình mới và được sửa đổi bằng nhiều công cụ pháp lý khác nhau, trong đó gồm các sắc lệnh, ngân sách hành pháp, dự luật và quyền phủ quyết các dự luật. Các thống đốc thực hiện nhiệm vụ của mình với sự trợ giúp từ lãnh đạo của các cơ quan nhà nước của bang, trong số đó có nhiều chức vụ do thống đốc bổ nhiệm. Đa số thống đốc cũng có quyền bổ nhiệm các thẩm phán cấp bang, thường là từ một danh sách ứng cử viên do một ủy ban đề cứ.
Trừ năm bang (Arizona, Maine, New Hampshire, Oregon và Wyoming), tất cả các bang đều có một phó thống đốc. Phó thống đốc sẽ kế nhiệm thống đốc trong trường hợp thống đốc bị phế truất, qua đời hoặc từ chức (ở bang Massachusetts và Tây Virginia, phó thống đốc chỉ đảm nhiệm quyền lực và nghĩa vụ của thống đốc chứ không nhậm chức thống đốc). Phó thống đốc cũng đóng vai trò như thống đốc lâm thời không chính thức khi thống đốc đương nhiệm không thể thi hành công vụ, và họ cũng thường kiêm nhiệm chức chủ tịch thượng viện của nghị viện bang. Tuy nhiên, với vai trò là chủ tịch thượng viện, họ không có quyền tham gia vào các cuộc thảo luận chính trị và không có quyền bỏ phiếu, trừ trường hợp sau khi bỏ phiếu, hai bên ngang phiếu nhau.

## Vai trò và quyền lực
Các tiểu bang ở Hoa kỳ được xem là các chính thể cộng hòa có bán chủ quyền, tồn tại song song với chính quyền liên bang Hoa Kỳ, có các quyền lực theo Hiến pháp Hoa Kỳ như quản lý giao thương trong bang, tổ chức bầu cử, thành lập các chính quyền địa phương và phê chuẩn các tu chính hiến pháp. Mỗi tiểu bang có một hiến pháp riêng theo chế độ cộng hoà và một chính quyền riêng gồm ba nhánh: hành pháp, lập pháp và tư pháp. Vì sự chia sẻ chủ quyền giữa các tiểu bang và chính quyền liên bang, người Mỹ là công dân của cả hợp chúng quốc lẫn tiểu bang nơi họ sinh sống.
Thống đốc là lãnh đạo của ngành lập pháp của chính quyền tiểu bang hoặc vùng lãnh thổ và, tùy vào mỗi nơi, thống đốc có sự chi phối lớn đến ngân sách chính phủ, việc bổ nhiệm nhiều công chức (bao gồm nhiều thẩm phán) và việc lập pháp. Thống đốc có thể đảm nhiệm thêm một số vai trò, như là tổng tư lệnh của Lực lượng Vệ binh Quốc gia của tiểu bang (khi không được chính quyền liên bang huy động) và của lực lượng tự vệ riêng của bang (không nằm dưới sự kiểm soát liên bang). Ở nhiều bang và vùng hải quốc, thống đốc có quyền ân xá hoặc xá tội một phần hoặc tuyệt đối. Nhiệm kỳ của các thống đốc Hoa Kỳ là bốn năm, chỉ có nhiệm kỳ của thống đốc bang New Hampshire và Vermont là hai năm.
Ở tất cả các bang, thống đốc được bầu cử trực tiếp và thường có quyền lực lớn trên thực tế, nhưng có thể bị tiết chế bởi cơ quan lập pháp tiểu bang hoặc các công chức hành pháp khác. Trong năm vùng lãnh thổ chính, hiện nay các thống đốc cũng được bầu cử trực tiếp, nhưng trước đây nhiều thống đốc vùng lãnh thổ được bổ nhiệm bởi tổng thống Hoa Kỳ. Thống đốc có quyền phủ quyết các dự luật bang, và ngoại trừ bảy bang, họ cũng có quyền phủ quyết từng phần ngân sách nhà nước (quyền này tổng thống không có). Ở một số bang, nghị viện có thể gạt bỏ sự phủ quyết của thống đốc bằng cách biểu quyết với tỉ lệ ⅔ phiếu thuận, ở các bang khác là ⅗ phiếu thuận.
Ở bang Alabama, Indiana, Kentucky và Tennessee, sự phủ quyết của thống đốc có thể bị gạt bỏ với đa số phiếu thuận ở nghị viện. Ở Arkansas, sự phủ quyết có thể bị gạt bỏ với đa số nghị sĩ ủng hộ. Thống đốc Bắc Carolina không có quyền phủ quyết cho đến năm 1996. Ở 47 trong số 50 bang, khi có một ghế trống trong hai ghế của tiểu bang trong Thượng viện Hoa Kỳ, thống đốc có quyền bổ nhiệm một thượng nghị sĩ lâm thời cho tới khi một cuộc bầu cử đặc biệt được tổ chức; thống đốc các bang Oregon, Alaska và Wisconsin không có quyền này.
Mỗi năm, thống đốc bang đọc Thông điệp Tiểu bang trước nghị viện theo quy định của hiến pháp bang rằng thống đốc phải báo cáo mỗi năm một lần về tình hình của tiểu bang. Thống đốc cũng đảm nhiệm các vai trò mang tính chất nghi lễ, như là chào đón khách quý, trao thưởng các danh hiệu cấp bang, ban hành các tuyên bố biểu trưng, hoặc tham gia lễ hội tiểu bang. Các thống đốc cũng có nơi ở và làm việc chính thức.

## Lịch sử
Ở các thuộc địa Bắc Mỹ, các thống đốc được chọn theo nhiều cách khác nhau theo cơ cấu chính quyền của từng thuộc địa. Ở các thuộc địa vương thất của Vương quốc Anh, Pháp và Tây Ban Nha, thống đốc được bổ nhiệm bởi quân chủ hoặc đại diện quân chủ của mẫu quốc; ở các thuộc địa Anh, Ủy ban Mậu dịch là cơ quan chính đưa ra quyết định. Các thuộc địa được thành lập theo giấy phép công ty do Hoàng gia Anh cấp, như thuộc địa Connecticut hay thuộc địa Vịnh Massachusetts, tự bầu chọn thống đốc theo giấy phép hoặc các đạo luật thuộc địa khác. Ở các thuộc địa độc quyền, như tỉnh Carolina trước khi nó trở thành một thuộc địa vương thất (và được tách ra làm hai phần, Bắc và Nam), thống đốc được chọn bởi lãnh chúa độc quyền kiểm soát thuộc địa đó. Trong những năm đầu của Chiến tranh Cách mạng Mỹ, mười một trong số mười ba bang thuộc địa đã trục xuất các thống đốc hoàng gia và độc quyền của họ. Hai thuộc địa còn lại (Connecticut và Rhode Island) có giấy phép công ty; Thống đốc Connecticut Jonathan Trumbull, giữ chức trước và trong thời chiến, trong khi Thống đốc Rhode Island Joseph Wanton bị bãi nhiệm vào năm 1775 vì không ủng hộ cách mạng.
Trước khi trở thành tiểu bang, nhiều bang trước đây là các vùng lãnh thổ hoặc một phần của các vùng lãnh thổ. Dưới sự quản lý của chính quyền liên bang, những vùng lãnh thổ này có thống đốc do tổng thống bổ nhiệm và Thượng viện phê chuẩn thay vì do người dân bầu ra. Bầu cử thống đốc lãnh thổ bắt đầu ở Puerto Rico vào năm 1948. Thống đốc lãnh thổ không qua bầu cử cuối cùng, Hyrum Rex Lee của Samoa thuộc Mỹ, rời chức vụ vào năm 1978.

## Thống kê

### Theo đảng phái

Đảng phái của thống đốc tiểu bang Hoa Kỳ:
Đảng Dân chủ
Đảng Tân tiến bộ/Dân chủ
Đảng Cộng hòa

Tính đến tháng 1 năm 2024, có 27 thống đốc bang thuộc Đảng Cộng hòa và 23 thống đốc bang thuộc Đảng Dân chủ. Chức thống đốc ở các vùng lãnh thổ và thị trưởng Đặc khu Columbia được nắm giữ bởi bốn thành viên Đảng Dân chủ, một thành viên Đảng Tân tiến bộ (Puerto Rico) và một chính khách độc lập. Hiện không có thống đốc bang nào thuộc đảng thứ ba hoặc là chính khách độc lập.

### Theo nhiệm kỳ
| Không giới hạn Không giới hạn, nhiệm kỳ 2 năm Một nhiệm kỳ; có thể ứng cử tiếp sau 4 năm Hai nhiệm kỳ; có thể ứng cử tiếp sau 4 năm | Hai nhiệm kỳ; có thể giữ chức 8 năm trong 12 năm Hai nhiệm kỳ; có thể giữ chức 8 năm trong 16 năm Hai nhiệm kỳ; không thể ứng cử tiếp |

Giới hạn nhiệm kỳ thống đốc theo bang
Không giới hạn
Không giới hạn, nhiệm kỳ 2 năm
Một nhiệm kỳ; có thể ứng cử tiếp sau 4 năm
Hai nhiệm kỳ; có thể ứng cử tiếp sau 4 năm
Hai nhiệm kỳ; có thể giữ chức 8 năm trong 12 năm
Hai nhiệm kỳ; có thể giữ chức 8 năm trong 16 năm
Hai nhiệm kỳ; không thể ứng cử tiếp

Mỗi nhiệm kỳ của thống đốc có bốn năm, ngoại trừ Vermont và New Hampshire, tại hai bang này nhiệm kỳ của thống đốc kéo dài hai năm.
Thống đốc đương nhiệm lâu năm nhất hiện tại là Jay Inslee của bang Washington. Ông tái đắc cử nhiệm kỳ thứ ba vào năm 2020.
Thống đốc giữ chức lâu năm nhất lịch sử Hoa kỳ là Terry E. Branstad của bang Iowa. Ông đắc cử nhiệm kỳ thứ sáu (không liên tục) vào năm 2014. Branstad từ chức vào ngày 24 tháng 5 năm 2017 để được bổ nhiệm làm Đại sứ Hoa kỳ tại Trung Quốc. Ông giữ chức vụ Thống đốc Iowa suốt 22 năm. Ngày 14 tháng 12 năm 2015, ông trở thành thống đốc giữ chức lâu năm nhất trong lịch sử Hoa Kỳ, phá kỷ lục đạt được bởi George Clinton của bang New York, người giữ chức thống đốc trong vòng 21 năm từ năm 1777 đến 1795 và từ 1801 đến 1804.
Đa số các tiểu bang và vùng lãnh thổ có ban hành luật giới hạn số nhiệm kỳ của thống đốc.

### Theo tuổi
Hiện nay, thống đốc lớn tuổi nhất là Kay Ivey của bang Alabama, sinh ngày 15 tháng 10 năm 1944 (80 tuổi). Thống đốc trẻ tuổi nhất hiện nay là Sarah Huckabee Sanders của bang Arkansas, sinh ngày 13 tháng 8 năm 1982 (42 tuổi). Trong số các thống đốc vùng lãnh thổ, Albert Bryan của Quần đảo Virgin thuộc Mỹ là thống đốc trẻ tuổi nhất, sinh ngày 21 tháng 2 năm 1968 (57 tuổi).
Người trẻ tuổi nhất từng giữ chức thống đốc ở Hoa Kỳ là Stevens T. Mason của Lãnh thổ Michigan, thắng cử vào năm 1835 khi chỉ mới 24 tuổi. Mason sau này trở thành thống đốc đầu tiên của bang Michigan khi nó gia nhập Hợp chúng quốc Hoa Kì vào tháng 1 năm 1837, khi đó ông 25 tuổi. Mason tái đắc cử vào tháng 11 năm 1837, lúc đó 26 tuổi.
Người trẻ tuổi thứ nhì được bầu làm thống đốc là Henry C. Warmoth của bang Louisiana, được bầu trong thời kỳ cải tổ sau Nội chiến vào năm 1868 khi ông 26 tuổi. Thống đốc trẻ tuổi thứ ba là William Sprague IV của bang Rhode Island, đắc cử năm 1860 ở tuổi 29. Khi Bill Clinton, sau này là Tổng thống Hoa Kỳ, được bầu làm thống đốc bang Arkansas năm 1978 ở tuổi 32, ông trở thành thống đốc trẻ tuổi nhất kể từ khi Harold Stassen của bang Minnesota đắc cử năm 1938 ở tuổi 31.
Ở 31 bang, quy định tuổi tối thiểu cho thống đốc là 30 tuổi, tuy nhiên ở các bang khác là 25 (7 bang), 21 (1 bang) hoặc 18 tuổi (5 bang). Oklahoma là bang duy nhất với quy định tuổi cao hơn là 31 tuổi. Một số bang yêu cầu thống đốc phải là cử tri, suy ra tuổi tối thiểu là 18. Vermont quy định các ứng cử viên phải sinh sống ở bang ít nhất bốn năm tính đến ngày bầu cử, điều này không cho phép trẻ em nhỏ ứng cử, nhưng ngoài ra không hề có quy định khác về tuổi tác.

### Theo giới tính

Thống đốc bang và vùng lãnh thổ theo giới tính nam (màu xanh) và nữ (màu hồng).

Tính tới tháng 1 năm 2023, có 38 thống đốc bang là nam và 12 nữ thống đốc: Kay Ivey của Alabama, Katie Hobbs của Arizona, Sarah Huckabee Sanders của Arkansas, Kim Reynolds của Iowa, Laura Kelly của Kansas, Janet Mills của Maine, Maura Healey của Massachusetts, Gretchen Whitmer của Michigan, Michelle Lujan Grisham của New Mexico, Kathy Hochul của New York, Tina Kotek của Oregon và Kristi Noem của Nam Dakota. Trong đó, Ivey, Huckabee Sanders, Noem và Reynolds thuộc Đảng Cộng hòa, trong khi Hobbs, Kelly, Mills, Healey, Whitmer, Grisham, Hochul và Kotek thuộc Đảng Dân chủ.
Bốn thống đốc vùng lãnh thổ là nam; một thống đốc vùng lãnh thổ và thị trưởng Washington, D.C. là nữ.
Trong lịch sử Hoa Kỳ, đến nay tổng cộng có 43 nữ thống đốc bang và vùng lãnh thổ, bao gồm 2 nữ thống đốc lâm thời.
Thống đốc nữ đầu tiên ở Hoa Kỳ là Nellie Tayloe Ross của Wyoming (góa phụ của cố Thống đốc Wyoming William B. Ross), đắc cử ngày 4 tháng 11 năm 1924 và tuyên thệ nhậm chức ngày 5 tháng 1 năm 1925, kế nhiệm Frank Lucas. Cũng đắc cử vào ngày 4 tháng 11 năm 1924 là bà Miriam A. Ferguson của Texas (vợ của cựu Thống đốc Texas James E. Ferguson), kế nhiệm Pat Norris Neff ngày 21 tháng 1 năm 1925. Nữ thống đốc đầu tiên không phải là vợ hoặc góa phụ của một cựu thống đốc khác là Ella T. Grasso của Connecticut, đắc cử năm 1974 và tuyên thệ nhậm chức ngày 8 tháng 1 năm 1975.
Connecticut, Arizona và New Mexico là ba bang duy nhất từng có nữ thống đốc từ cả hai đảng chính. New Hampshire cũng đã từng có nữ thống đốc từ cả hai đảng, nhưng Vesta M. Roy thuộc Đảng Cộng hòa chỉ làm thống đốc lâm thời trong một khoảng thời gian ngắn. Arizona là bang đầu tiên có hai thống đốc liên tiếp khác nhau là nữ (từ hai đảng khác nhau). Arizona cũng là bang có nhiều nữ thống đốc nhất và là bang đầu tiên có ba nữ thống đốc liên tiếp. Washington là bang đầu tiên có cả nữ thống đốc và hai nữ thượng nghị sĩ Hoa Kỳ ở cùng một thởi điểm (lần lượt là Christine Gregoire, Patty Murray và Maria Cantwell), từ năm 2005 đến năm 2013. New Hampshire là bang đầu tiên và duy nhất có thống đốc và toàn bộ nghị sĩ trong Quốc hội Hoa Kỳ là nữ, từ năm 2013 đến năm 2015.
Kể từ ngày 10 tháng 1 năm 2023, có 12 nữ thống đốc bang, khi Sarah Huckabee Sanders nhậm chức làm thống đốc nữ đầu tiên của bang Arkansas. Sự kiện này đánh bại kỷ lục 11 nữ thống đốc đạt được chỉ vài ngày trước khi Maura Healey nhậm chức Thống đốc Massachusetts ngày 5 tháng 1 năm 2023.

### LGBT
Hiện tại có ba thống đốc là thành viên của cộng đồng LGBT: Jared Polls của Colorado, là người đồng tính nam, và Tina Kotek của Oregon và Maura Healey của Massachusetts, là người đồng tính nữ.

### Theo sắc tộc
Sắc tộc thiểu số theo định nghĩa của Thống kê Dân số Hoa Kỳ hiện chiếm 38,9% tổng dân số Hoa Kỳ tính đến năm 2018. Hiện tại có 46 thống đốc da trắng gốc Âu không thuộc gốc Tây Ban Nha. Hiện có bốn thống đốc thuộc sắc tộc thiểu số: Wes More của Maryland, là người da đen; Michelle Lujan Grisham của New Mexico, là người Mỹ gốc Latinh và Tây Ban Nha; Chris Sununu của New Hampshire, là người Mỹ gốc Liban, Palestin, Latinh, Ireland và Anh; và Kevin Stitt của Oklahoma, là người thuộc bộ tộc Cherokee. Sununu và Stitt thuộc Đảng Cộng hòa, trong khi Grisham và Moore thuộc Đảng Dân chủ.
Trong năm thống đốc vùng lãnh thổ có một người Mỹ gốc Latinh và Tây Ban Nha (Pedro Pierluisi của Puerto Rico), một người Mỹ gốc Phi (Albert Bryan của Quần đảo Virgin thuộc Mỹ) và ba người Mỹ gốc Quần đảo Thái Bình Dương (Lou Leon Guerrero của Guam, Lemanu Peleti Mauga của Samoa thuộc Mỹ và Arnold Palacios của Quần đảo Bắc Mariana).
Vào năm 1990, Douglas Wilder của Virginia trở thành thống đốc người Mỹ gốc Phi đầu tiên từ thời kỳ cải tổ sau Nội chiến Hoa Kỳ.

### Theo nơi sinh
Hiện có 13 thống đốc được sinh ra ở ngoài tiểu bang nơi họ giữ chức: Mike Dunleavy của Alaska (sinh ra tại Pennsylvania), Ned Lamont của Connecticut (sinh ra tại Washington, D.C.), Josh Green của Hawaii (sinh ra tại New York), J. B. Pritzker của Illinois (sinh ra tại California), Laura Kelly của Kansas (sinh ra tại New York), Maura Healey của Massachusetts (sinh ra tại Maryland), Tim Walz của Minnesota (sinh ra tại Nebraska), Greg Gianforte của Montana (sinh ra tại California), Joe Lombardo của Nevada (sinh ra tại Nhật Bản), Phil Murphy của New Jersey (sinh ra tại Massachusetts), Kevin Stitt của Oklahoma (sinh ra tại Florida), Tina Kotek của Oregon (sinh ra tại Pennsylvania), Josh Shapiro của Pennsylvania (sinh ra tại Missouri) và Mark Gordon của Wyoming (sinh ra tại New York). Có một thống đốc, Joe Lombardo của Nevada, được sinh ra ở ngoài nước (sinh ra tại Sapporo, Nhật Bản).
Hiến pháp mỗi bang có quy định khác nhau về thời gian giữ quốc tịch và thời gian sinh sống ở bang cho thống đốc nhưng khác với tổng thống, thống đốc không cần thiết phải là công dân được sinh ra tại Hoa Kỳ. Hiến pháp của một số bang không quy định rõ ràng rằng thống đốc có cần là công dân hay không hay chỉ cần sinh sống ở bang.

### Theo khuyết tật thể chất
Đã từng có hai thống đốc khiếm thị giữ chức: Bob C. Riley, thống đốc Arkansas lầm thời trong vòng 11 ngày vào tháng 1 năm 1975 và David Paterson, thống đốc New York từ năm 2008 đến năm 2010.
Thống đốc Texas đương nhiệm, Greg Abbott, bị liệt nửa người dưới từ khi ông bị tai nạn năm 1984; kể từ đó ông phải ngồi xe lăn. Thống đốc New York Franklin D. Roosevelt cũng bị liệt nửa người; sau này ông trở thành tổng thống Hoa Kỳ đầu tiên ngồi xe lăn. Thống đốc Alabama George Wallace bị liệt nửa người sau khi bị bắn năm 1972, khiến cho ông mất khả năng đi lại.

## Mức lương
Tiền lương trung bình của một thống đốc bang vào năm 2009 là $124.398. Hiện nay, mức thù lao cao nhất là của Thống đốc New York Kathy Hochul với số tiền $225.000. Mức lương thấp nhất là của Thống đốc Maine Janet Mills và Thống đốc Puerto Rico Pedro Pierluisi ở mức $70.000.
Đã có vài trường hợp thống đốc bang từ chối nhận lương hoặc chỉ nhận $1,00 hằng năm. Thống đốc Alabama Robert J. Bentley từ chối nhận lương hằng năm là $119.950,00 cho đến khi không còn ai thất nghiệp ở Alabama. Thống đốc Michigan Rick Snyder chỉ nhận $1,00 hằng năm. Thống đốc Texas Greg Abbott trả lại tiền lương cho tiểu bang mỗi năm ông đương nhiệm. Trong suốt nhiệm kỳ của mình, Thống đốc California Arnold Schwarzenegger cũng không nhận lương là $117.000 một năm. Một số thống đốc khác tự giảm lương của mình thay vì không nhận lương. Thống đốc New York Andrew Cuomo giảm 5% mức lương của mình năm 2015 và Thống đốc Kentucky Steve Beshear giảm 10% mức lương của mình cũng trong năm đó.
Chỉ có chín bang (Massachusetts, California, Illinois, New York, New Jersey, Michigan, Pennsylvania, Bắc Carolina và Virginia) quy định mức lương của thống đốc cao hơn là mức lương $174.000 của thành viên Quốc hội Hoa Kỳ. Ở nhiều bang, thống đốc không phải là chức vụ chính quyền được trả lương cao nhất; thường thì danh hiệu đó thuộc về huấn luyện viên trưởng của các đội bóng bầu dục hoặc đội bóng rổ nam của các trường đại học tiểu bang lớn.

## Lịch bầu cử thống đốc
Mọi tiểu bang trừ Louisiana tổ chức bầu cử thống đốc vào ngày thứ Ba đầu tiên sau ngày thứ Hai đầu tiên của tháng 11. Vì vậy mà ngày sớm nhất trong tháng cho một cuộc bầu cử là ngày 2 tháng 11 (nếu hôm đó là thứ Ba) và trễ nhất là ngày 8 tháng 11 (nếu ngày 1 tháng 11 là thứ Ba). Louisiana tổ chức bầu cử sơ bộ vào ngày thứ Bảy thứ ba hoặc thứ tư của tháng 10 và tổng tuyển cử (thường được gọi là runoff) vào ngày thứ Bảy thứ ba của tháng 11, nhưng cuộc tổng tuyển cử sẽ không được tổ chức nếu một ứng cử viên thắng bầu cử sơ bộ (xem mục bầu cử sơ bộ bên dưới).
- 2 bang tổ chức bầu cử thống đốc vào mỗi năm số chẵn. Những năm gần đây là 2014, 2014, 2016, 2018, 2020 và 2022.

New Hampshire và Vermont
48 bang còn lại tổ chức bầu cử thống đốc bốn năm một lần.
- 34 bang và 3 vùng lãnh thổ tổ chức bầu cử thống đốc vào năm bầu cử giữa nhiệm kỳ. Washington D.C. cũng tổ chức bầu cử thị trưởng vào năm bầu cử giữa nhiệm kỳ. Những năm gần đây là 2006, 2010, 2014, 2018 và 2022.

Alabama, Alaska, Arizona, Arkansas, California, Colorado, Connecticut, Florida, Georgia, Hawaii, Idaho, Illinois, Iowa, Kansas, Maine, Maryland, Massachusetts, Michigan, Minnesota, Nebraska, Nevada, New Mexico, New York, Ohio, Oklahoma, Oregon, Pennsylvania, Rhode Island, Nam Carolina, Nam Dakota, Tennessee, Texas, Wisconsin, Wyoming, Guam, Quần đảo Bắc Mariana, Quần đảo Virgin thuộc Mỹ và Washington DC
- 9 bang và 2 vùng lãnh thổ tổ chức bầu cử thống đốc vào năm bầu cử tổng thống (Mặc dù Puerto Rico và Samoa thuộc Mỹ không tổ chức bầu cử tổng thống). Những năm gần đây là 2004, 2008, 2012, 2016 và 2020.

Delaware, Indiana, Missouri, Montana, Bắc Carolina, Bắc Dakota, Utah, Washington, Tây Virginia, Samoa thuộc Mỹ và Puerto Rico
- 3 bang tổ chức bầu cử thống đốc vào năm trước năm bầu cử tổng thống. Những năm gần đây là 2007, 2011, 2015 và 2019.

Kentucky, Louisiana và Mississippi
- 2 bang tổ chức bầu cử thống đốc vào năm sau năm bầu cử tổng thống. Những năm gần đây là 2005, 2009, 2013, 2017 và 2021.

New Jersey và Virginia

### Bầu cử sơ bộ thống đốc
Mọi tiểu bang trừ California, Louisiana và Washington tổ chức bầu cử sơ bộ, trong đó mỗi đảng tổ chức một cuộc bầu cử sơ bộ, và ứng cử viên đắc cử bầu cử sơ bộ sẽ tham gia vào một cuộc tổng tuyển cử. Ở California, Louisiana và Washington, ứng cử viên tranh cử trong một cuộc bầu cử sơ bộ tổng thể, trong đó, hai ứng cử viên đứng đầu sẽ tiếp tục tranh cử trong cuộc tổng tuyển cử, bất kể đảng phái. Ở Louisiana, tổng tuyển cử sẽ được tổ chức giữa hai ứng cử viên dẫn đầu nếu không một ứng cử viên nào nhận được hơn 50% số phiếu trong cuộc bầu cử sơ bộ, và tổng tuyển cử sẽ không được tổ chức nếu một ứng cử viên giành được hơn 50% số phiếu. Ở California và Washington, hai ứng cử viên nhận được nhiều phiếu nhất sẽ tiến đến vòng tổng tuyển cử, bất kể số phiếu ứng cử viên hàng đầu nhận được trong vòng bầu cử sơ bộ, và California không cho phép ứng cử viên không có tên trên phiếu bầu tranh cử trong cuộc tổng tuyển cử.

## Giới hạn nhiệm kỳ
Tại đa số tiểu bang, thống đốc có thể giữ chức trong hai nhiệm kỳ bốn năm.

## Mối quan hệ với chức phó thống đốc
Mỗi quan hệ giữa chức thống đốc và phó thống đốc khác nhau tùy thuộc vào mỗi bang. Ở một số bang, thống đốc và phó thống đốc hoàn toàn độc lập với nhau, trong khi ở các bang khác, thống đốc được lựa chọn (trước khi bầu cử) phó thống đốc của mình.
- 5 bang không có chức phó thống đốc. Ở những bang này, một công chức khác do hiến pháp quy định đảm nhiệm chức thống đốc khi không có người giữ chức. Những bang này là Arizona, Oregon và Wyoming, tại đây bang vụ khanh sẽ kế nhiệm thống đốc, và Maine và New Hampshire, tại đây chủ tịch thượng viện sẽ kế nhiệm thống đốc. Arizona sẽ bầu ra phó thống đốc đầu tiên của bang vào năm 2026 sau khi sửa đổi bổ sung hiến pháp vào năm 2022.
- 17 bang tổ chức bầu cử thống đốc và phó thống đốc riêng biệt. Điều này có thể dẫn đến trường hợp thống đốc và phó thống đốc thuộc hai đảng phái khác nhau. Những bang này là Alabama, Arkansas, California, Delaware, Georgia, Idaho, Louisiana, Mississippi, Missouri, Nevada, Bắc Carolina, Oklahoma, Rhode Island, Texas, Vermont, Virginia, và Washington.
- 2 bang có phó thống đốc do thượng viện bang bổ nhiệm. Điều này có thể dẫn đến trường hợp thống đốc và phó thống đốc thuộc hai đảng phái khác nhau. Những bang này là Tennessee và Tây Virginia.
- 8 bang có thống đốc và phó thống đốc tranh cử cùng nhau, nhưng thống đốc không được chọn phó thống đốc. Ở những bang này, bầu cử sơ bộ thống đốc và phó thống đốc được tổ chức riêng biệt, và các ứng cử viên đắc cử tranh cử cùng nhau trên một lá phiếu trong cuộc tổng tuyển cử. Vì vậy mà thống đốc và phó thống đốc cùng thuộc một đảng, nhưng không nhất thiết là đồng minh chính trị của nhau. Những bang này là Alaska, Connecticut, Hawaii, Massachusetts, New Mexico, New York, Pennsylvania và Wisconsin.
- 18 bang có thống đốc và phó thống đốc tranh cử cùng nhau như tổng thống và phó tổng thống Hoa Kỳ. Ứng cử viên thống đốc chọn một ứng cử viên thống đốc để tranh cử cùng nhau. Ở Illinois, Kansas, Kentucky, Maryland, Minnesota, Bắc Dakota, Ohio và Utah, ứng cử viên thống đốc chọn người tranh cử chung trước khi bầu cử sơ bộ, trong khi ở Colorado, Florida, Indiana, Iowa, Michigan, Montana, Nebraska, New Jersey, Nam Carolina và Nam Dakota, người tranh cử chung được chọn sau khi bầu cử sơ bộ. Hệ thống thứ hai cho phép ứng cử viên thống đốc chọn một đối thủ bị đánh bại trong vòng bầu cử sơ bộ để tranh cử chung.

## Điều kiện ứng cử thống đốc theo hiến pháp bang

Yêu cầu về quốc tịch để giữ chức thống đốc ở từng tiểu bang, gồm những bang không yêu cầu quốc tịch (màu xanh), những bang có yêu cầu quốc tịch (màu vàng), và những bang có quy định số năm tối thiểu có quốc tịch (màu cam, có đánh số).

Ngoại trừ Kansas, mỗi tiểu bang quy định điều kiện ứng cử thống đốc trong hiến pháp bang.
| Tiểu bang và điều hiến pháp                        | Tuổi tối thiểu                       | Sinh sống tại bang                                                                  | Quốc tịch Hoa Kỳ                       | Là cử tri được đăng ký           | Nghề nghiệp duy nhất | Chức vụ duy nhất                                 | Ghi chú |
| -------------------------------------------------- | ------------------------------------ | ----------------------------------------------------------------------------------- | -------------------------------------- | -------------------------------- | -------------------- | ------------------------------------------------ | --- |
| Alabama: Điều V, Khoản 116                         | 30                                   | Ít nhất bảy năm tính đến ngày bầu cử                                                | Ít nhất mười năm tính tới ngày bầu cử  |                                  |                      | Có                                               | Không được giữ các chức vụ khác, liên bang lẫn cấp bang |
| Alaska: Điều III, Khoản 2                          | 30                                   | Ít nhất bảy năm trước khi nộp hồ sơ                                                 | Ít nhất bảy năm trước khi nộp hồ sơ    | Có                               |                      | Có                                               | "cử tri đủ điều kiện của Bang..." "Thống đốc không được phép giữ các chức vụ hay vị trí mang lại lợi ích khác theo luật Hoa Kỳ, luật Bang, hoặc luật của các đơn vị hành chính của Bang." |
| Arizona: Điều V, Khoản 2:                          | 25                                   | Ít nhất năm năm tính đến ngày bầu cử                                                | Năm năm vào ngày bầu cử                | Có                               |                      |                                                  | |
| Arkansas: Điều 6, Khoản 11                         | 30                                   | Ít nhất bảy năm tính đến ngày bầu cử                                                | Có                                     |                                  |                      | Có                                               | "Không được giữ các chức vụ liên bang, các cấp bậc dân sự hay quân sự, các chức vụ ở các tiểu bang khác, hoặc bất kỳ chức vụ khác nào ở Arkansas" |
| California: Điều 5, Khoản 2                        | 18 (vì phải đủ điều kiện làm cử tri) | Ít nhất năm năm ngay trước ngày bầu cử                                              | Ít nhất năm năm ngay trước ngày bầu cử | Có                               |                      | Có                                               | |
| Colorado: Điều IV, Khoản 4                         | 30                                   | Ít nhất hai năm vào ngày bầu cử                                                     | Có                                     |                                  |                      | Không được giữ các chức vụ lập pháp hoặc tư pháp | Quy định về thời gian sinh sống ở bang không bị ảnh hưởng bởi thời gian phục vụ dân sự hay quân sự. |
| Connecticut: Điều IV, Khoản 5                      | 30                                   | Vào ngày bầu cử                                                                     | Vào ngày bầu cử                        | Vào ngày bầu cử                  |                      |                                                  | |
| Delaware: Điều III, Khoản 1                        | 30                                   | Sáu năm vào ngày bầu cử                                                             | Mười hai năm vào ngày bầu cử           |                                  |                      |                                                  | "...và có quốc tịch và sinh sống ở Hoa Kỳ mười hai năm trước ngày bầu cử, và sinh sống ở Bang sáu năm trong khoảng thời gian đó, trừ trường hợp vắng mặt vì thi hành công vụ của Hoa Kỳ hoặc của Bang này." |
| Florida: Điều IV, Khoản 5                          | 30                                   | Bảy năm                                                                             |                                        | Bảy năm                          |                      |                                                  | |
| Georgia: Điều V, Khoản 1, Đoạn IV                  | 30                                   | Sáu năm ngay trước ngày bầu cử                                                      | Mười lăm năm ngay trước ngày bầu cử    | Có                               |                      |                                                  | |
| Hawaii: Điều V, Khoản 1                            | 30                                   |                                                                                     | Năm năm liên tục trước khi bầu cử      |                                  |                      | Có                                               | "Thống đốc không được giữ chức vụ hay công việc mang lại lợi ích nào của Bang hay của Hoa Kỳ trong khi đương nhiệm thống đốc" |
| Idaho: Điều IV, Khoản 3                            | 30                                   | Ít nhất hai năm trước ngày bầu cử                                                   | Có                                     |                                  |                      |                                                  | |
| Illinois: Điều V, Khoản 3                          | 25                                   | Ba năm trước ngày bầu cử                                                            | Có                                     |                                  |                      |                                                  | |
| Indiana: Điều 5, Khoản 1                           | 30                                   | Năm năm liên tiếp trước ngày bầu cử                                                 | Năm năm liên tiếp trước ngày bầu cử    |                                  |                      | Có                                               | Thống đốc không được giữ chức vụ bang hoặc liên bang khác trong thời gian đương nhiệm |
| Iowa: Điều IV, Khoản 6                             | 30                                   | Ít nhất hai năm trước ngày bầu cử                                                   | Có                                     |                                  |                      |                                                  | |
| Kansas: Hiến pháp Kansas                           | 18                                   |                                                                                     |                                        |                                  |                      |                                                  | Hiến pháp không quy định điều kiện, tuy nhiên một đạo luật được thông qua vào năm 2018 quy định rằng ứng cử viên thống đốc phải sinh sống ở bang và phải ít nhất 18 tuổi. |
| Kentucky: Điều IV, Khoản 72                        | 30                                   | Ít nhất sáu năm trước tổng tuyển cử                                                 |                                        |                                  |                      |                                                  | |
| Louisiana: Điều IV, Khoản 2                        | 25                                   | Phải là công dân Louisiana ít nhất năm năm trước khi bầu cử                         | Có                                     | Có                               |                      | Có                                               | |
| Maine: Điều IV, Phần 1                             | 30                                   | Ít nhất năm năm                                                                     | Ít nhất mười lăm năm                   | Có                               |                      | Có                                               | Trong khi đương nhiệm, các công chức được bầu cử không được phép giữ các chức vụ khác |
| Maryland: Điều II, Khoản I                         | 30                                   | Ít nhất năm năm trước khi bầu cử                                                    |                                        | Ít nhất năm năm trước khi bầu cử |                      |                                                  | |
| Massachusetts:Khoản I, Điều II                     | 30                                   | Bảy năm                                                                             |                                        |                                  |                      |                                                  | |
| Michigan:Khoản 22                                  | 30                                   |                                                                                     |                                        | Ít nhất bốn năm trước khi bầu cử |                      |                                                  | |
| Minnesota: Điều V, Khoản 2                         | 25                                   | Ít nhất năm năm trước khi bầu cử                                                    |                                        | Có                               |                      |                                                  | |
| Mississippi: Điều V                                | 30                                   | Năm năm                                                                             | Hai mươi năm                           |                                  |                      |                                                  | |
| Missouri: Điều IV                                  | 30                                   | Ít nhất mười năm                                                                    | Ít nhất mười lăm năm                   |                                  |                      |                                                  | |
| Montana: Điều VI                                   | 25                                   | Ít nhất hai năm vào ngày bầu cử                                                     | Có                                     |                                  |                      |                                                  | |
| Nebraska: Điều IV                                  | 30                                   | Ít nhất năm năm                                                                     | Có                                     |                                  |                      |                                                  | |
| Nevada: Điều V, Khoản I                            | 25                                   | Ít nhất hai năm                                                                     |                                        | Có                               |                      | Có                                               | Trong khi đương nhiệm, thống đốc không được giữ các chức vụ liên bang. |
| New Hampshire: Hiến pháp New Hampshire             | 30                                   | Ít nhất bảy năm tính tới ngày bầu cử                                                |                                        | Có                               |                      |                                                  | |
| New Jersey: Điều V                                 | 30                                   | Ít nhất bảy năm                                                                     | Ít nhất hai mươi năm                   |                                  |                      | Có                                               | Không thống đốc nào được phép giữ chức vụ khác ở các bang khác hoặc ở cấp liên bang, và cũng không được bầu vào bất kỳ các chức vụ lập pháp nào. Thống đốc nào chấp nhận một chức vụ khác của bang hay liên bang thì được xem là đã từ chức.                                                                             |
| New Mexico: Điều V, Khoản 3                        | 30                                   | Phải sinh sống tại New Mexico ít nhất năm năm liên tục tính tới ngày bầu cử         | Có                                     |                                  |                      |                                                  | |
| New York: Điều IV                                  | 30                                   | Ít nhất năm năm trước khi bầu cử                                                    | Có                                     |                                  |                      |                                                  | |
| North Carolina: Điều III                           | 30                                   | Ít nhất hai năm                                                                     | Ít nhất năm năm                        |                                  |                      |                                                  | |
| North Dakota: Hiến pháp North Dakota               | 30                                   | Ít nhất hai năm                                                                     |                                        | Có                               |                      |                                                  | |
| Ohio: Hiến pháp Ohio                               | 18                                   |                                                                                     |                                        |                                  |                      |                                                  | Một ứng cử viên chức thống đốc không được giữ bất kỳ chức vụ nào ở Quốc hội hay cấp liên bang, hay các chức vụ cấp bang khác. |
| Oklahoma: Hiến pháp Oklahoma                       | 31                                   | Ít nhất mười năm                                                                    | Có                                     |                                  |                      |                                                  | |
| Oregon: Hiến pháp Oregon                           | 30                                   | Ít nhất ba năm                                                                      | Có                                     |                                  |                      |                                                  | Quy đinh về tuổi không áp dụng đối với những người kế nhiệm thống đốc theo Khoản 8a, Điều V. |
| Pennsylvania: Hiến pháp Pennsylvania               | 30                                   | Ít nhất bảy năm                                                                     | Có                                     |                                  |                      | Có                                               | Thống đốc không được giữ các chức vụ ở Quốc hội, các chức vụ khác của Thịnh vượng chung, hay bất kỳ chức vụ liên bang nào. Tuy nhiên, thống đốc vẫn có thể là quân nhân dự bị của Vệ binh Quốc gia. |
| Rhode Island: Điều III, Of Qualification of Office |                                      |                                                                                     |                                        | Có                               |                      | Có                                               | Thống đốc không được là người đang thi hành án hay đang hưởng án treo vì bất kỳ tội danh nghiêm trọng nào. |
| South Carolina: Điều IV                            | 30                                   | Ít nhất năm năm                                                                     | Có                                     |                                  |                      | Có                                               | Đạo luật quy định rằng ứng cử viên thống đốc phải tin vào sự tồn tại của một "Đấng Tối cao" đã bị tuyên bố là vi hiến bởi Tòa án Tối cao Nam Carolina vào năm 1996; mặc dù luật vẫn chưa bị bãi bỏ, nó không thể được thi hành. Hơn nữa, thống đốc không được phép giữ các chức vụ hay cấp bậc, trừ các chức vụ quân sự. |
| South Dakota: Điều IV                              | 21                                   | Ít nhất hai năm tính tới ngày bầu cử                                                | Có                                     |                                  |                      |                                                  | |
| Tennessee: Điều III                                | 30                                   | Ít nhất bảy năm tính tới ngày bầu cử                                                | Có                                     |                                  |                      |                                                  | |
| Texas: Điều 4, Khoản 4                             | 30                                   | Ít nhất năm năm ngay trước ngày bầu cử                                              | Có                                     |                                  | Có                   | Có                                               | Thống đốc... không được giữ bất kỳ chức vụ nào khác: dân sự, quân sự, hay của công ty; và không được phép có bất kỳ nghề nghiệp nào và nhận lương, phí, tiền thưởng, hay lời hứa về những thứ trên từ bất kỳ cá nhân hay tổ chức nào cho những hành động trong lúc hay sau khi giữ chức thống đốc.                       |
| Utah: Điều VII                                     | 30                                   | Ít nhất năm năm vào ngày bầu cử                                                     | Có                                     | Có                               |                      | Có                                               | Thống đốc đương nhiệm không được giữ bất kỳ chức vụ liên bang nào, bất kỳ chức vụ bang nào trừ chức thống đốc, hay được bầu vào Thượng viện Hoa kỳ trong thời gian giữ chức. |
| Vermont: Mục II                                    |                                      | Ứng cử viên thống đốc phải sinh sống ở Vermont ít nhất bốn năm tính tới ngày bầu cử |                                        |                                  |                      | Có                                               | Thống đốc không được giữ bất kỳ chức vụ lập pháp hay hiến pháp nào. Trừ các chức vụ trong bộ phận dự bị của quân đội, thống đốc không được giữ bất kỳ chức vụ liên bang nào. Thống đốc cũng không được bổ nhiệm vào bất kỳ chức vụ nào do bất kỳ nhánh nào của chính quyền Vermont thành lập.                            |
| Virginia: Điều VI, Khoản 1                         | 30                                   | Ít nhất năm năm vào thời điểm bầu cử                                                | Có                                     | Ít nhất một năm trước khi bầu cử |                      |                                                  | |
| Washington: Điều III, Khoản 2                      |                                      |                                                                                     | Có                                     | Có                               |                      |                                                  | |
| West Virginia: Điều VII                            | 30                                   | Ít nhất năm năm trước ngày bầu cử                                                   | Có                                     | Có                               |                      | Có                                               | Theo Điều IV, Khoản 10, người nào đã từng đấu tay đôi với vũ khí chết người, thách thức người khác đấu tay đôi, hoặc làm trung gian trong việc đấu tay đôi ở Tây Virginia hay ở bất kỳ bang nào khác thì không được giữ bất kỳ chức vụ nào ở Tây Virginia.                                                               |
| Wisconsin: Hiến pháp Wisconsin                     | 18                                   |                                                                                     | Có                                     | Có                               |                      | Một phần                                         | Không thống đốc nào được phép giữ bất kỳ chức vụ, danh hiệu, hay lợi ích nào từ các thế lực ngoại quốc, hay giữ bất kỳ chức vụ liên bang nào, hay bị kết tội nghiêm trọng, hay bị kết tội vi phạm niềm tin của công chúng.                                                                                               |
| Wyoming: Điều 4                                    | 30                                   | Ít nhất năm năm trước ngày bầu cử                                                   | Có                                     | Vào ngày bầu cử                  |                      | Có                                               | Bất kỳ thống đốc nào yêu cầu, nhận, hoặc đồng ý nhận hối lộ thì tự động bị cách chức và mất quyền giữ bất kỳ chức vụ nào ở Wyoming sau khi bị kết tội. |